# Emblingiaceae
Las emblingiáceas (Emblingiaceae) son una familia de angiospermas del orden de las brasicales. Incluyen un solo género con una única especie, Emblingia calceoliflora, endémico del oeste de Australia.

## Descripción
Se trata de subarbustos herbáceos y rastreros, con hojas simples, pecioladas con cartílago en sus márgenes. Las flores, solitarias, blancas, crema, amarillas, verdes o rosadas que brotan de agosto a noviembre.
La disposición de este género en una dada familia ha traído considerables problemas, ya que ha sido varias veces incluido en Capparaceae, Sapindaceae, Goodeniaceae y, en el sistema Cronquist, en Polygalaceae. En 1965, Herbert Kenneth Airy Shaw elevó a Emblingiaceae desde género, esta familia es ahora confirmada por los sistemas APG II, Dahlgren, Reveal, APW, Takhtajan y Thorne. Análisis moleculares han confirmado su emplazamiento en Brassicales.

## Taxonomía
Emblingia calceoliflora fue descrita por Ferdinand von Mueller y publicado en Fragmenta Phytographiæ Australiæ 2: 2. 1860.